# 104 Dywizja Strzelców (III Rzesza)
104 Dywizja Strzelców (104. Jäger-Division) – jedna z niemieckich dywizji strzelców. Utworzona w kwietniu 1943 roku z przeformowania 704 Dywizji Piechoty na terenie Serbii. Dywizja działała na Bałkanach, w składzie Grup Armii E i F. Od końca 1944 roku na terenie Chorwacji.
Żołnierze dywizji popełniali zbrodnie wojenne wobec jeńców i jugosłowiańskich cywilów.
8 maja 1945 w okolicach Celje poddała się armii jugosłowiańskiej.

## Dowódcy
- generał piechoty Hartwig von Ludwiger (do maja 1944)
- maj 1944: pułkownik Steyer
- maj 1944 – kwiecień 1945: ponownie generał piechoty Hartwig von Ludwiger
- od kwietnia 1945 generał porucznik Friedrich Stephan

## Skład
- 724 Pułk Strzelców
- 734 Pułk Strzelców
- 654 Pułk Artylerii
- 104 Batalion Pionierów (saperów)
- 704 Kompania Cyklistów
- 104 Batalion Niszczycieli Czołgów
- 104 Dywizyjny Batalion Łączności
- 104 Dywizyjne Dowództwo Zaopatrzeniowe